# Nisís Paximádhi
Nisís Paximádhi är en ö i Grekland.   Den ligger i prefekturen Kykladerna och regionen Sydegeiska öarna, i den sydöstra delen av landet, 160 km söder om huvudstaden Aten.
Terrängen på Nisís Paximádhi är varierad.